# Сомельє
Сомельє́ (фр. sommelier [sɔməlje]) — працівник ресторану і подібних закладів, відповідальний за придбання, зберігання вин і надання рекомендацій щодо вибору вина та інших алкогольних напоїв для клієнтів.

## Історія
У середньовіччі у Франції при королівському дворі слугу, який відповідав за транспортування багажу, а пізніше за білизну, посуд, провізію та винний льох називали «сомельє».
Слово sommelier первісно означало conducteur de bêtes de somme («погонич в'ючних тварин») і походить від давньофранцузького some («в'ючне сідло»).

## Робота
В обов'язки сомельє, як правило, входить укладання карти вин і підтримка, відповідно до неї, запасу вин у ресторані. Якщо в закладі є винний льох, сомельє бере на себе турботу про нього. Він часто буває відповідальним за закупівлю вин або, принаймні, бере участь в обговоренні партій, котрі замовляють.
Та все ж основне питання, яким займається сомельє в ресторані — це поради щодо вибору напоїв і забезпечення їх грамотної подачі клієнтам.
Останнім часом з'явилися нові спеціалізації сомельє які включають дегустацію та подачу продуктів відмінних від вина.
Найпоширеніші експерти з олії, кави, мінеральних вод, чаю.

### Професійні інструменти сомельє
Крім технічної підготовки та досвіду, кожен сомельє повинен мати певні важливі предмети.
Перший з них тастевін, який майже не використовується як технічний інструмент, але висить завжди на шиї як символ професії.

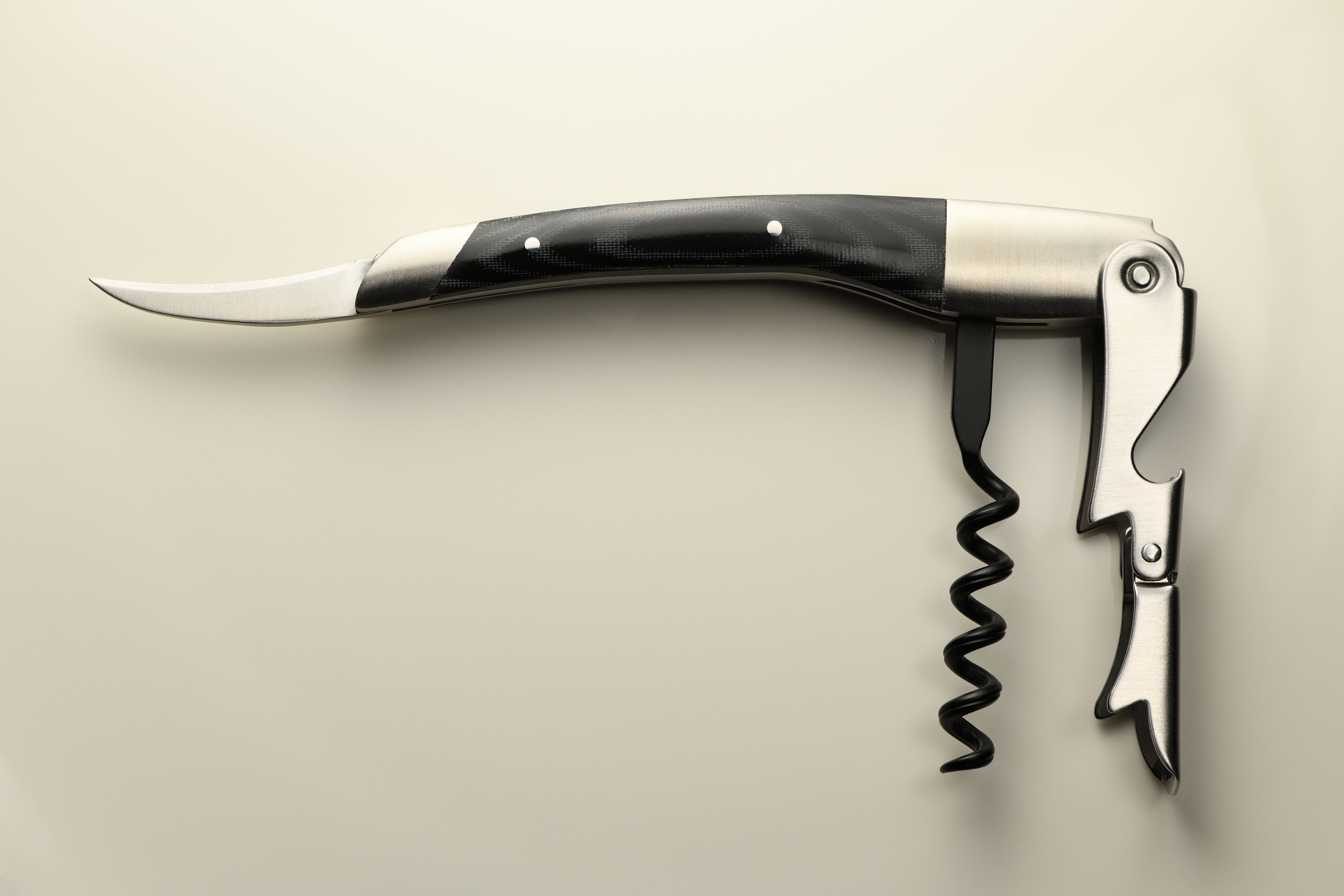
Сомельє в своїй роботі користується спеціальним «штопором сомельє».

Найважливішим аксесуаром є штопор, яким відкривається пляшка. Штопор сомельє має бути кишеньковим, стриманого дизайну. Він повинен мати ніж, спіраль та упорний зуб, який ставиться на шийку пляшки. Побутові обертальні штопори з двома ручками не допускаються.
Також маленька серветка, як правило з білої бавовняної тканини.
Невід'ємним елементом є термометр. Адже, щоб сповна насолодитись вином, необхідно, щоб подавати його за певної температури, яка залежить від типу вина.
Одяг. Найпоширенішим одягом є смокінг. У деяких випадках дозволяється використовувати довгий фартух, як правило, чорного кольору. Він поєднується з чорними туфлями, штанами, білою сорочкою та краваткою-метеликом однакового кольору з фартухом.